# MUSIC ROOM N-18
『MUSIC ROOM N-18』（ミュージック・ルーム・エヌエイティーン）は、1995年4月4日から2013年3月30日まで石川テレビで放送されていた音楽番組。通称はN-18。前身番組『Beat goes on』も本番組MCの村田陽子が担当していたため、約24年というローカル局では類を見ない長寿音楽番組であった（『POP NIGHT』まで入れると30年近い）。

## 概要
『POP NIGHT』『Beat goes on』（タイトルの名づけ親は本番組MCの村田陽子、MCは加藤いづみ）の流れを受けたローカル深夜番組で、ゲストインタビューとプロモーション・ビデオの放送が中心。隔週火曜日の収録で、ゲストは2週連続で出演していた。また、毎年10月には公開イベントの模様を放送していた（詳細は後述）。
番組タイトルの由来は、村田が大好きな数字が18、そして石川テレビの所在地が金沢市観音堂町18番地であることによる。しかし放送18年、放送888回目が最終回直前スペシャルだったのは全くの偶然。
第1回目の放送では、前身の『Beat goes on』の放送終了を受けての存続署名の手紙が村田より読み上げられた。
石川テレビが地上デジタル放送を開始してからも長らくハイビジョンによる放送は見送られてきたが、2009年4月にハイビジョン放送を開始した。また、同年7月以降、地上アナログ放送ではレターボックス形式での放送になった。
毎週様々なアーティストたちが出演していたが、中でも吉川晃司、フラワーカンパニーズが毎年ゲスト出演するのがこの番組の恒例となっており、前身の『Beat goes on』はLUNA SEAが初めて出演したTV番組としても知られ、最終回スペシャルではメンバー全員が個別でビデオレターを寄せ、最終放送では収録中にサプライズで真矢が電話出演しており、彼らを番組MC村田陽子へ紹介したのは何と彼女の初インタビュー相手だったhide（X JAPAN）だったという逸話もある。また、番組に出演したアーティストたちの殆どがエフエム石川の番組にも出演していた。この番組では、プロモーション・ビデオにはチャンネルロゴ表示を挿入せずにそのまま放送していた（一般的には、番組名などのウォーターマークを挿入して放送する）。
後番組は『N-18 凸』。本番組MCの村田は、番組終了の翌月（2013年4月）からテレビ金沢の『花のテレ金ちゃん』には2015年10月2日までレギュラー出演していた。

## 主なコーナー
ゲストコーナー
スタジオ収録でアーティストへのインタビューを行う。通常、インタビューの模様は2週に分けて放送される。
ビデオレター
アーティストからのビデオメッセージ。メッセージ紹介後はプロモーション・ビデオを放送。
MONTHLY MUSIC
番組が注目する楽曲を1か月間にわたって放送する、いわばラジオにおけるパワープレイ。

## N-18 SPECIAL in K.I.T.
2005年からは、毎年10月に金沢工業大学で開催される学園祭「工大祭」で、番組のイベント「N-18 SPECIAL in K.I.T.」を開催している。招待制のイベントで、2008年以降は生放送でイベントの模様を放送。

### 出演ゲスト
番組での放送日、ゲスト、収録日の順に記載。
- 2005年10月18日・10月25日 - 及川光博（10月9日）
  - 10月29日に特別番組を放送（16:30 - 17:25）。
- 2006年10月17日・10月24日 - 吉川晃司（10月8日）
  - 10月28日に特別番組を放送。
- 2007年10月23日・10月30日 - 風味堂（10月6日）
- 2008年11月11日・11月18日 - 松本素生（GOING UNDER GROUND）・つじあやの（10月12日、生放送）
- 2009年11月3日・11月10日 - フラワーカンパニーズ・松本素生・Scoobie Do（10月24日、生放送）